# Nogent-le-Rotrou
Nogent-le-Rotrou – miejscowość i gmina we Francji, w Regionie Centralnym, w departamencie Eure-et-Loir.
Według danych na rok 1990 gminę zamieszkiwało 11 591 osób, a gęstość zaludnienia wynosiła 493 osoby/km² (wśród 1842 gmin Regionu Centralnego Nogent-le-Rotrou plasuje się na 28. miejscu pod względem liczby ludności, natomiast pod względem powierzchni na miejscu 542.).